# ماروین اکانر
ماروین اُکانر (زاده ۱۸ آوریل ۱۹۹۱ در ان مس، فرانسه) بازیکن راگبی فرانسوی با پیشینه استرالیایی است. وی سابقه بازی در باشگاه‌های آویرون بایونیس و راگبی مونپلیه هیرو را در کارنامه دارد. وی با همین تیم در فصل ۲۰۱۵–۲۰۱۶ در جام قهرمانی راگبی اروپا حضور داشت و با تیمش به قهرمانی رسید.
او درحال حاضر برای باشگاه فرانسوی Top 14 بازی می کند.